# Вале (Бреша)
Вале је насеље у Италији у округу Бреша, региону Ломбардија.
Према процени из 2011. у насељу је живело 555 становника. Насеље се налази на надморској висини од 1118 м.